# Gertrud Weinberger
Gertrud Weinberger (Budapest, 2 de diciembre de 1897 - siglo XX) era una artesana húngara, conocida por su trabajo para la Wiener Werkstätte.

## Vida y obra
Gertrud (también Trude o Gertrude) Weinberger, hija del ingeniero Adam Weinbergerr, en 1911-12 asistió al liceo privado para niñas de Viena, fundado por Eugenie Schwarzwald. Luego estudió durante dos años en la Escuela de Arte para mujeres y niñas de Viena. Sus estudios se desarrollaron a lo largo de la Primera Guerra Mundial, desde 1914 a 1920. Sus profesores en la Escuela de Artes Aplicadas de Viena fueron Franz Čižek, Oskar Strnad, Rudolf von Larisch y Adolf Böhm. Estudió en el taller textil con Rosalia Rothansl, en el taller de arquitectura con Josef Hoffmann, en el taller de cerámica con Michael Powolny y cursó la asignatura auxiliar de construcción con Josef Frank.
Trude Weinberger participó en las revistas de Mode in Vienna (1914/15) y The Life of a Lady (1916).
Realizó obra con diferentes materiales para la Wiener Werkstätte. Elaboró marcapáginas bordados, huevos de Pascua de esteatita, estuches de madera pintada, cajas de cartón y aglomerado, cajas de madera diseñadas por Josef Hoffmann y Koloman Moser, figuras de Krampus, pantallas de lámparas, bastones con mangos de marfil, cinturones, adornos de vidrio, gráficos comerciales, patrones de tela y vasijas de cerámica.
Por sus orígenes judíos, emigró a Inglaterra. Allí se pierde su rastro.
Su trabajo se encuentra en museos de prestigio internacional como el Museo de Artes Aplicadas de Viena (MAK) o el Museo Nacional de Artes Decorativas de Madrid.

## Exposiciones
- 1915: Exposición de moda en el Museo Austriaco de Arte e Industria.
- 1920: Exposición de arte en el Museo Austriaco de Arte e Industria.

Póstumas
- 2021: Die Frauen der Wiener Werkstätte (Las mujeres de Wiener Werkstätte), Museo de Artes Aplicadas (MAK) Viena

## Trabajo (selección)
- 1914/1915: Moda Viena 1914/5, 7. Carpeta (subtítulo), hoja 2 / Gertrud Weinberger,[2] fotografía de moda de una dama con paraguas de Trude Weinberger del portafolio Mode Wien 1914/5 (título asignado por el editor), Moda Viena 1914/5 (título de la serie) [3]
- 1916-1918: Patrón de tela “Alpenkönig” (título original) [4]
- 1918: Cinta de seda “Karneva” (título original) [5]
- antes de 1919: Dos mangos de paraguas o palos “mango de marfil y palo de madera marrón con virola de marfil” [6]
- antes de 1919: “Lampshade” (título original) [7]
- 1919: Patrón de tela “Shooting Star” (título original) [8]
- 1920: Figuras de porcelana.[9]

## Literatura
- Artes y oficios (23), 7–10, 1920, pág. 201
- Christoph Thun-Hohenstein, Anne-Katrin Rossberg, Elisabeth Schmuttermeier (eds.) : Las mujeres de Wiener Werkstätte. MAK, Viena y Birkhäuser Verlag, Basilea 2020, ISBN 978-3-0356-2211-9, p.
- “Weinberger, Gertrud” en: Andreas Beyer, Bénédicte Savoy y Wolf Tegethoff (eds.) : General Artist Lexicon, Base de datos internacional de artistas, en línea: General Artist Lexicon Online / Artists of the World Online, KG Saur, Berlín, Nueva York, 2009, consultado por última vez el 15 de enero de 2022.